# Gelbsteiß-Waldsänger

Verbreitungskarte
Brutgebiete
Überwinterungsgebiete

Der Gelbsteiß-Waldsänger (Leiothlypis virginiae; Syn. Vermivora virginiae) auch Virginiawaldsänger ist eine Singvogelart aus der Familie der Waldsänger (Parulidae). 1858 wurde der kleine Vogel von einem Arzt bei der Armee in New Mexico entdeckt. Er benannte den Vogel nach seiner Frau Virginia Anderson. Als Spencer Fullerton Baird die Vogelart 1860 am Smithsonian Institut beschrieb, behielt er den Namen bei. 
Männliche Gelbsteiß-Waldsänger haben ein weißes Unterseitengefieder mit einem gelben Fleck auf der Brust und eine rote Krone am grauen Kopf. Das Oberseitengefieder ist ebenfalls meist grau. Bei den Weibchen und Jungvögeln fehlen die rote Krone und der gelbe Fleck an der Brust.
Gelbsteiß-Waldsänger bewohnen während der Brutzeit den Südwesten in den USA. 